# Вредности социјалног рада
Вредности социјалног рада су настале на хуманистичким и демократским идеалима и његове вредности су базиране на поштовању једнакости, вредности и дигнитета свих људи. Од свог почетка, пракса социјалног рада је оријентисана на то да излази у сусрет људским потребама и развија људске потенцијале. Људска права и социјална правда служе као мотивација и оправданост за активности социјалног рада. Професија тежи да умањи сиромаштво и да ослободи рањиве групе и људе који су предмет репресије како би промовисала социјалну инклузију. Вредности социјалног рада су отелотворене у националним и интернационалним етичким кодексима.